# Station Brest
Station Brest is het spoorwegstation van de Franse gemeente Brest. Brest ligt in het westen van Bretagne aan de Atlantische Oceaan en is de grote marinehaven van Frankrijk. Er gaan van het station treinen naar Parijs, vanaf 1990 rijdt er de TGV en er rijden treinen van de TER. Het station is in 1937 op dezelfde plaats door een nieuw gebouw vervangen. De architectuur ervan is art deco en is hetzelfde als van station Dijon-Ville. Het gebouw is een monument historique.
- BreizhGo. Le réseau de transport de la Région Bretagne.